# Shadows: Heretic Kingdoms
Shadows: Heretic Kingdoms ist ein Action-Rollenspiel des slowakischen Entwicklers Games Farm und des deutschen Publishers bitComposer Games sowie der Nachfolger des Spiels Kult: Heretic Kingdoms. Teil eins des auf zwei Teile angelegten Spiels erschien am 20. November 2014 für Windows-PCs und enthält die ersten drei von insgesamt sechs Kapiteln. Der zweite Teil ist für das Frühjahr 2015 geplant. Die Aufteilung in zwei Teile wurde notwendig, damit das geplante Releasedatum eingehalten werden konnte.

## Vorgeschichte
Shadows: Heretic Kingdoms setzt dort an wo Kult: Heretic Kingdoms aufhört. Das Godslayer-Schwert wurde zerstört und somit die letzte Verbindung zwischen den Göttern und der Welt der Sterblichen gelöst. So kann sich ein Riss zwischen der Dreamworld und einer Höllendimension öffnen, durch welche Monster und Dämonen strömen. Die Dreamworld wird daraufhin zum Shadow Realm. Zu diesen Dämonen zählen auch die seelenverschlingenden Devourer. Selbst unfähig die Welt der Sterblichen zu betreten, sind sie jedoch in der Lage Besitz von den Körpern der verschlungener Seelen zu ergreifen und sich somit auch in der uns bekannten Welt zu bewegen. Dieses Schicksal ereilte vier Mitglieder des Bundes der Penta Nera. Nur der einstige Hohepriester Krenze konnte fliehen und fiel nicht den Devourern zum Opfer. Die übrigen Vier ziehen durch das Gebiet der Heretic Kingdoms und verwüsten alles, was sich ihnen in den Weg stellt.
Während eines Rituals der Penta Nera, unter der Wüstenstadt Thole, schleicht sich ein Magier heran. Dieser nutzt die verbleibende Energie um einen Devourer zu beschwören der ihm dabei helfen soll die von den Devourern befallenen Penta Nera zu stoppen. Dieser Seelenfresser unterscheidet sich jedoch von seinen Artgenossen. Er hat die Fähigkeit, mehr als nur eine Seele in sich aufzunehmen. Somit hat er mehr Möglichkeiten als seine Artgenossen – diese einzigartige Fähigkeit hat aber auch ihre Schattenseite. Jede weitere Seele, die er sich einverleibt, macht ihn menschlicher und schizophrener. Zu Beginn muss sich der Devourer zwischen drei möglichen Hauptcharakteren entscheiden:
- Kalig, „König der Banditen“, ein auf den Nahkampf ausgelegter Charakter
- Jasker, „The Wild Boar“, ein Fernkämpfer
- Evia, „Daughter of Fire“, eine Feuerzaubererin

Auf dem Weg aus den Katakomben trifft der Devourer auf Carissa Cantrecht. Im Kampf gegen sie stellt sich heraus, dass ihre Seele bereits einem anderen Devourer gehört, dem allerdings die Flucht gelingt. Sie und Krenze wollen mithilfe des Devourers den „Crucible of Souls“ zerstören, von welchem die Penta Nera ihre Macht erhalten.

## Rezeption
Insgesamt erhält Shadows: Heretic Kingdoms überwiegend positive Bewertungen aus der Fachpresse.
Hooked Gamers lobte das Charaktersystem unter die Interaktion der Charaktere untereinander, kritisierte aber die unausgereifte und leere Geisterwelt. Spieletipps lobt vor allem die Gruppendynamik und die Schattenwelt, bemängelt jedoch die stellenweise etwas hakelige technische Umsetzung. 4Players hoben die taktische Komponente des Figurenwechselns sowie den Sprung in die Schattenwelt und die Story hervor, bemängelt aber die technische Umsetzung sowie die stellenweise verschenkte Atmosphäre. Gamers.de vergab den Platin-Award und war vor allem von der Story, dem Charakterwechsel und der Eigenständigkeit im Vergleich zu anderen Genrevertretern angetan. Deutlich kritischer gab sich die GameStar. Sie bemängelte vor allem das Kampfsystem und die fehlende „Suchtspirale“ auf der Jagd nach neuen Gegenständen.